# Place du Darbâr

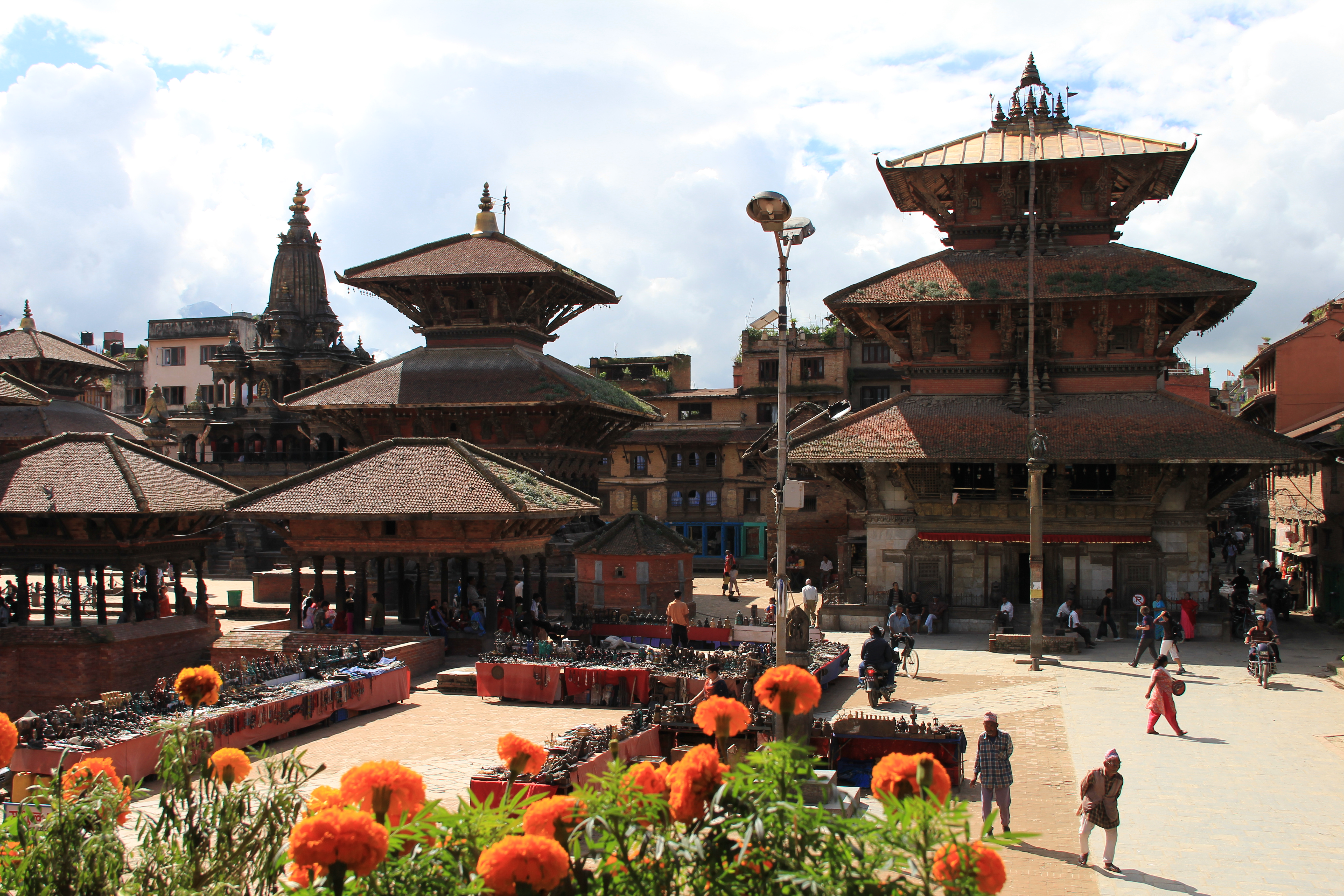
Durbar Square de Patan en 2010

Place du Darbâr (en anglais : Durbar Square) est le nom générique utilisé pour décrire les places centrales des anciennes villes royales du Népal. Ce nom fait référence au darbâr, l'audience publique accordée par les souverains dans le monde indien.
Ces places se composent de temples et diverses représentations religieuses ou spirituelles. Avant l'Unification du Népal en 1768, le pays se composait de petits royaumes, et les places dénommées Place du Darbâr constituent d'importants vestiges de ces anciens royaumes. 
En particulier, trois places du Darbâr existent dans la Vallée de Katmandou, appartenant à trois anciens royaumes Newar (elles sont toutes les trois classées Sites du Patrimoine Mondial de l'UNESCO) : 
- la Place Durbar à Katmandou
- la Place du Darbâr à Patan
- la Place du Darbâr à Bhaktapur.